# Mira (Portugal)
Mira és un municipi portuguès, situat al districte de Coïmbra, a la regió del Centre i a la subregió de Baixo Mondego. L'any 2004 tenia 13.144 habitants. Es divideix en 4 freguesias. Limita al nord amb Vagos, a l'est i al sud amb Cantanhede i a l'oest amb l'oceà Atlàntic.

## Població
| Població del concelho de Mira (1801 – 2004) | Població del concelho de Mira (1801 – 2004) | Població del concelho de Mira (1801 – 2004) | Població del concelho de Mira (1801 – 2004) | Població del concelho de Mira (1801 – 2004) | Població del concelho de Mira (1801 – 2004) | Població del concelho de Mira (1801 – 2004) | Població del concelho de Mira (1801 – 2004) | Població del concelho de Mira (1801 – 2004) |
| ------------------------------------------- | ------------------------------------------- | ------------------------------------------- | ------------------------------------------- | ------------------------------------------- | ------------------------------------------- | ------------------------------------------- | ------------------------------------------- | ------------------------------------------- |
| 1801                                        | 1849                                        | 1900                                        | 1930                                        | 1960                                        | 1981                                        | 1991                                        | 2001                                        | 2004                                        |
| 4572                                        | 8964                                        | 8075                                        | 9671                                        | 13384                                       | 13299                                       | 13257                                       | 12872                                       | 13144                                       |

## Freguesies
- Carapelhos
- Mira
- Praia de Mira
- Seixo